# Eupogonius intonsus
Eupogonius intonsus es una especie de escarabajo longicornio del género Eupogonius, tribu Desmiphorini, subfamilia Lamiinae. Fue descrita científicamente por Martins & Galileo en 2012.

## Descripción
Mide 8,1 milímetros de longitud.

## Distribución
Se distribuye por Costa Rica.